# Bestand (Forstwirtschaft)

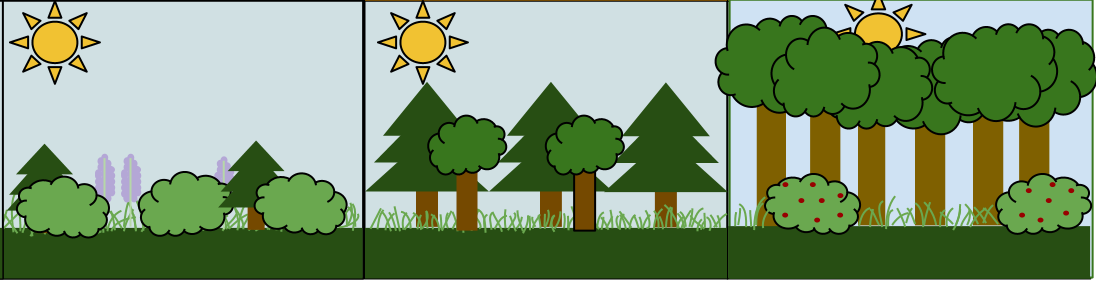
Drei Bestände

Als Bestand wird in der Forstwirtschaft ein Waldteil bezeichnet, der sich hinsichtlich Struktur, Alter und/oder Baumart(en) gleicht und von benachbarten Beständen unterscheidet. Der Bestand stellt die kleinste Einheit waldbaulichen Handelns dar. Wald hat je nach Definition eine Mindestgröße von etwa 0,1–0,5 Hektar (bspw. in Baden-Württemberg „als Anhaltspunkt“ 0,2 ha), entsprechend auch ein Bestand.
Die Einteilung in Bestände dient in der Regel der Ausweisung von Unterabteilungen oder Unterflächen in der forstlichen Planung (siehe: Abteilung). Im Forstbetrieb werden die Bestände im Bestandeslagerbuch nach Abteilungen gegliedert beschrieben. Hier wird auch für jeden Bestand die wirtschaftliche Planung für die nächsten Jahre und die vollzogenen Maßnahmen aufgeführt.
Besteht der Bestand aus nur einer Baumart, spricht man von Reinbeständen (siehe Monokultur), bei mehreren Baumarten von Mischbeständen.
Ist der Bestand stark strukturiert, kann man ihn in der Beschreibung in einen flächig dominierenden Hauptbestand und ein oder zwei Nebenbestände aufteilen. Zum Nebenbestand zählen in der Regel Bäume, die keinen Kontakt zum Kronenraum des Hauptbestandes haben. Diese Bäume aus dem Unter- oder Mittelstand können rein pflegenden Charakter haben oder bereits der Beginn der neuen Generation sein.

## Bestandesschichten
Die Bestandesschichten bilden die vertikale Gliederung des Waldbestandes. „Innerhalb einer Bestandesschicht haben die Bäume ihren Kronenraum in der gleichen Höhe über dem Boden. Verschiedene Bestandesschichten eines Bestandes haben im Kronenraum keinen Kontakt zueinander.“
Die am Bestandesaufbau beteiligten Schichten werden nach ihrer waldbaulichen und wirtschaftlichen Bedeutung differenziert:
- Hauptbestand: Schicht mit dem wirtschaftlichen Hauptgewicht. Die Bestandesschicht ist immer Hauptbestand, wenn der Deckungsgrad der obersten Bestandesschicht mindestens 5/10 beträgt. Auswertungen des Hauptbestands beinhalten den Plenterwald.
- Oberstand: Schicht über dem Hauptbestand.
- Unterstand: Schicht unter dem Oberstand.
- Nebenbestand: s. o.